# Asura quadrilineata
Asura quadrilineata là một loài bướm đêm thuộc phân họ Arctiinae, họ Erebidae.